# Erigeron myosotis
Erigeron myosotis là một loài thực vật có hoa trong họ Cúc. Loài này được Pers. mô tả khoa học đầu tiên năm 1807.